# Gran Premio d'Argentina 1973
Il Gran Premio d'Argentina 1973, X Gran Premio de la República Argentina di Formula 1 e prima gara del campionato di Formula 1 del 1973, si è disputato il 28 gennaio sul circuito di Buenos Aires ed è stato vinto da Emerson Fittipaldi su Lotus-Ford Cosworth. Prima e unica pole position dell'anno per Clay Regazzoni e ultima pole position della storia per la BRM in una gara valida per il Campionato Mondiale.

## Qualifiche
| Pos | No | Pilota               | Costruttore       | Squadra                        | Tempo   | Gap   |
| --- | -- | -------------------- | ----------------- | ------------------------------ | ------- | ----- |
| 1   | 32 | Clay Regazzoni       | BRM               | Marlboro BRM                   | 1:10.54 |       |
| 2   | 2  | Emerson Fittipaldi   | Lotus-Ford        | John Player Team Lotus         | 1:10.84 | +0.30 |
| 3   | 18 | Jacky Ickx           | Ferrari           | Scuderia Ferrari SpA SEFAC     | 1:11.01 | +0.47 |
| 4   | 6  | Jackie Stewart       | Tyrrell-Ford      | Elf Team Tyrrell               | 1:11.03 | +0.49 |
| 5   | 4  | Ronnie Peterson      | Lotus-Ford        | John Player Team Lotus         | 1:11.06 | +0.52 |
| 6   | 8  | François Cevert      | Tyrrell-Ford      | Elf Team Tyrrell               | 1:11.46 | +0.92 |
| 7   | 30 | Jean-Pierre Beltoise | BRM               | Marlboro BRM                   | 1:11.48 | +0.94 |
| 8   | 14 | Denny Hulme          | McLaren-Ford      | Yardley Team McLaren           | 1:11.70 | +1.16 |
| 9   | 10 | Carlos Reutemann     | Brabham-Ford      | Motor Racing Developments Ltd  | 1:12.08 | +1.54 |
| 10  | 26 | Mike Hailwood        | Surtees-Ford      | Brooke Bond Oxo Team Surtees   | 1:12.13 | +1.59 |
| 11  | 16 | Peter Revson         | McLaren-Ford      | Yardley Team McLaren           | 1:12.22 | +1.68 |
| 12  | 12 | Wilson Fittipaldi    | Brabham-Ford      | Motor Racing Developments Ltd  | 1:12.31 | +1.77 |
| 13  | 34 | Niki Lauda           | BRM               | Marlboro BRM                   | 1:12.39 | +1.85 |
| 14  | 20 | Arturo Merzario      | Ferrari           | Scuderia Ferrari SpA SEFAC     | 1:12.54 | +2.00 |
| 15  | 28 | Carlos Pace          | Surtees-Ford      | Brooke Bond Oxo Team Surtees   | 1:12.80 | +2.26 |
| 16  | 36 | Nanni Galli          | Iso Marlboro-Ford | Frank Williams Racing Cars     | 1:13.97 | +3.43 |
| 17  | 24 | Jean-Pierre Jarier   | March-Ford        | STP March Racing Team          | 1:14.27 | +3.73 |
| 18  | 22 | Mike Beuttler        | March-Ford        | Clarke-Mordaunt-Guthrie Racing | 1:15.15 | +4.61 |
| 19  | 38 | Howden Ganley        | Iso Marlboro-Ford | Frank Williams Racing Cars     | 1:15.29 | +4.75 |

## Gara
| Pos | No | Pilota               | Costruttore       | Giri | Tempo/Ritiro        | Pos. Griglia | Punti |
| --- | -- | -------------------- | ----------------- | ---- | ------------------- | ------------ | ----- |
| 1   | 2  | Emerson Fittipaldi   | Lotus-Ford        | 96   | 1:56:18.2           | 2            | 9     |
| 2   | 8  | François Cevert      | Tyrrell-Ford      | 96   | + 4.69              | 6            | 6     |
| 3   | 6  | Jackie Stewart       | Tyrrell-Ford      | 96   | + 33.19             | 4            | 4     |
| 4   | 18 | Jacky Ickx           | Ferrari           | 96   | + 42.57             | 3            | 3     |
| 5   | 14 | Denny Hulme          | McLaren-Ford      | 95   | + 1 Giro            | 8            | 2     |
| 6   | 12 | Wilson Fittipaldi    | Brabham-Ford      | 95   | + 1 Giro            | 12           | 1     |
| 7   | 32 | Clay Regazzoni       | BRM               | 93   | + 3 Giri            | 1            |       |
| 8   | 16 | Peter Revson         | McLaren-Ford      | 92   | + 4 Giri            | 11           |       |
| 9   | 20 | Arturo Merzario      | Ferrari           | 92   | + 4 Giri            | 14           |       |
| 10  | 22 | Mike Beuttler        | March-Ford        | 90   | Sospensione         | 18           |       |
| Ret | 24 | Jean-Pierre Jarier   | March-Ford        | 84   | Radiatore           | 17           |       |
| Ret | 30 | Jean-Pierre Beltoise | BRM               | 79   | Motore              | 7            |       |
| NC  | 38 | Howden Ganley        | Iso Marlboro-Ford | 79   | Non Classificato    | 19           |       |
| Ret | 4  | Ronnie Peterson      | Lotus-Ford        | 67   | Pressione dell'olio | 5            |       |
| Ret | 34 | Niki Lauda           | BRM               | 66   | Pressione dell'olio | 13           |       |
| Ret | 10 | Carlos Reutemann     | Brabham-Ford      | 16   | Cambio              | 9            |       |
| Ret | 26 | Mike Hailwood        | Surtees-Ford      | 10   | Trasmissione        | 10           |       |
| Ret | 28 | Carlos Pace          | Surtees-Ford      | 10   | Sospensione         | 15           |       |
| Ret | 36 | Nanni Galli          | Iso Marlboro-Ford | 0    | Motore              | 16           |       |

## Statistiche
Piloti
- 7ª vittoria per Emerson Fittipaldi
- 1º giro più veloce per Emerson Fittipaldi

Costruttori
- 48° vittoria per la Lotus
- 11ª e ultima pole position per la BRM
- 20° podio per la Tyrrell
- 1º Gran Premio per la Iso Marlboro

Motori
- 52ª vittoria per il motore Ford Cosworth
- 11ª e ultima pole position per il motore BRM

Giri al comando
- Clay Regazzoni (1-28)
- François Cevert (29-85)
- Emerson Fittipaldi (86-96)

## Classifiche

### Piloti
| Pos. | Pilota             | Punti |
| ---- | ------------------ | ----- |
| 1    | Emerson Fittipaldi | 9     |
| 2    | François Cevert    | 6     |
| 3    | Jackie Stewart     | 4     |
| 4    | Jacky Ickx         | 3     |
| 5    | Denny Hulme        | 2     |
| 6    | Wilson Fittipaldi  | 1     |

### Costruttori
| Pos. | Team         | Punti |
| ---- | ------------ | ----- |
| 1    | Lotus-Ford   | 9     |
| 2    | Tyrrell-Ford | 6     |
| 3    | Ferrari      | 3     |
| 4    | McLaren-Ford | 2     |
| 5    | Brabham-Ford | 1     |